# Tuningen
Tuningen è un comune tedesco di 2 863 abitanti, situato nel land del Baden-Württemberg.
Viene citato per la prima volta in un atto di donazione in favore dell'Abbazia di San Gallo nel 797. Tuttavia da alcuni ritrovamenti archeologici nella zona circostante si è appurato che vi fossero insediamenti abitati risalenti almeno a circa 10.000 anni fa.

## Amministrazione

### Gemellaggi
Tuningen è gemellata con:
- Camogli dal 13 giugno 1998[2]